# Annona cacans
Annona cacans é uma espécie da família das anonáceas pertencente ao gênero Annona. Conhecida popularmente com araticum-cagão, coração-de-boi ou cortição.
Essa espécie é nativa do Brasil, onde pode ser encontrada nos estados de Minas Gerais, Paraná, Rio de Janeiro, Rio Grande do Sul, Santa Catarina e São Paulo.